# Чапанга, Самуэл
Самуэл Луиш Чапанга (порт. Samuel Luis Chapanga), известный как Кампира (порт. Campira; род. 9 апреля 1982, Бейра) — мозамбикский футболист, защитник. Выступал за сборную Мозамбика.

## Биография
Старший брат был футболистом, трое младших также футболисты, одна из сестер — гандболистка.
Начинал играть в клубе «Машакене» Мапуту. В сезоне-2003 играл за «Тештил-ду-Пунгве» Бейра.
На матче «Тештил» — «Машакене» Чапангу заметил главный тренер сборной Мозамбика Виктор Бондаренко[уточнить] и пригласил его в команду. Позже Бондаренко предложил ему перейти в российский «Локомотив» Москва, и в конце января 2004 года Чапанга подписал контракт на 4 года. Выступал только в молодёжном первенстве, провёл 19 матчей. Единственный раз попал в запас основной команды 16 октября в матче с ФК «Москва». Сезон 2005/06 провёл в запасе хорватского «Динамо» Загреб, после чего вернулся в Мозамбик. Игрок клубов «Кошта ду Сол» Мапуту (2006, 2014), «Машакене» (2007—2009, 2011—2013, с 2017), «Лига Мусульмана» Мапуту (2010), «Сонгу» (2015), «Виланкулу» (2015—2016).